# Hanna Salzer
Hanna Salzer (* 1981 in der Schweiz) ist eine Regisseurin, die seit 2003 in Berlin lebt.

## Werdegang
Hanna Salzer nahm 2003 ihr Studium der Bildenden Kunst an der HGKL Luzern auf und schloss es 2007 mit einem Bachelor of Art ab. Im selben Jahr ging sie nach Berlin, um an der HFF „Konrad Wolf“ Filmregie zu studieren. Sie absolvierte 2009 ein Austauschsemester an der Sapir Filmacademy, Sderot, Israel. 2014 schloss sie ihr Studium ab. Ihr Diplomfilm Mädchenflügel (Drehbuch, Regie) wurde ausgezeichnet.
In ihren Filmen arbeitet sie kritische und soziale Themen auf. Zudem arbeitet sie in verschiedenen Umfeldern als Medienpädagogin. Sie baute sich seit 2016 ein zweites berufliches Standbein in der systemischen Beratung auf.
Hanna Salzer ist Mitglied bei ProQuote Regie.

## Filmografie
- 2010: Mädchen war gestern (Regie)
- 2013: Mädchenflügel (Drehbuch, Regie)
- 2015: On my own (Drehbuch, Regie)
- 2016: Exchange (Regie)
- 2017: Vielleicht ziehen wir auch weiter – Fluchtgeschichten für das Anne Frank Zentrum Berlin

## Auszeichnungen
- 2015: Omanut Förderpreis